# ريتشارد كرايتشك
ريتشارد كرايتشك (بالتشيكية: Richard Krajicek)‏ هو لاعب كرة مضرب هولندي ولد في 6 ديسمبر 1971 بدأ الاحتراف في عالم الكرة الصفراء في 1989 واعتزل في 2003.
أفضل إنجازاته هو فوزه في ببطولة ويمبلدون عام 1996 بعد تغلبه على مالفاي واشنطن بثلاث مجموعات للاشيء.

## روابط خارجية
- ريتشارد كرايتشك على موقع رابطة محترفي التنس (الإنجليزية)
- ريتشارد كرايتشك على موقع الاتحاد الدولي لكرة المضرب (الإنجليزية)
- ريتشارد كرايتشك على موقع كأس ديفيز (الإنجليزية)
- ريتشارد كرايتشك على موقع بطولة ويمبلدون (الإنجليزية)
- ريتشارد كرايتشك على موقع خلاصة التنس.كوم (الإنجليزية)
- ريتشارد كرايتشك على موقع إي إس بي إن.كوم (الإنجليزية)